# Gafanha da Boa Hora
Pour les articles homonymes, voir Gafanha.
Gafanha da Boa Hora est une paroisse civile portugaise (en portugais : freguesia) de la municipalité de Vagos dans le district d'Aveiro.

## Géographie
Gafanha da Boa Hora est située sur la côte atlantique, à l'ouest de la municipalité de Vagos et au sud de la région d'Aveiro.
La paroisse est divisée par le canal de Mira, relié à la Ria d'Aveiro, qui sépare les plages et la cité balnéaire de Praia da Vagueira (à l'ouest) du reste de la paroisse.

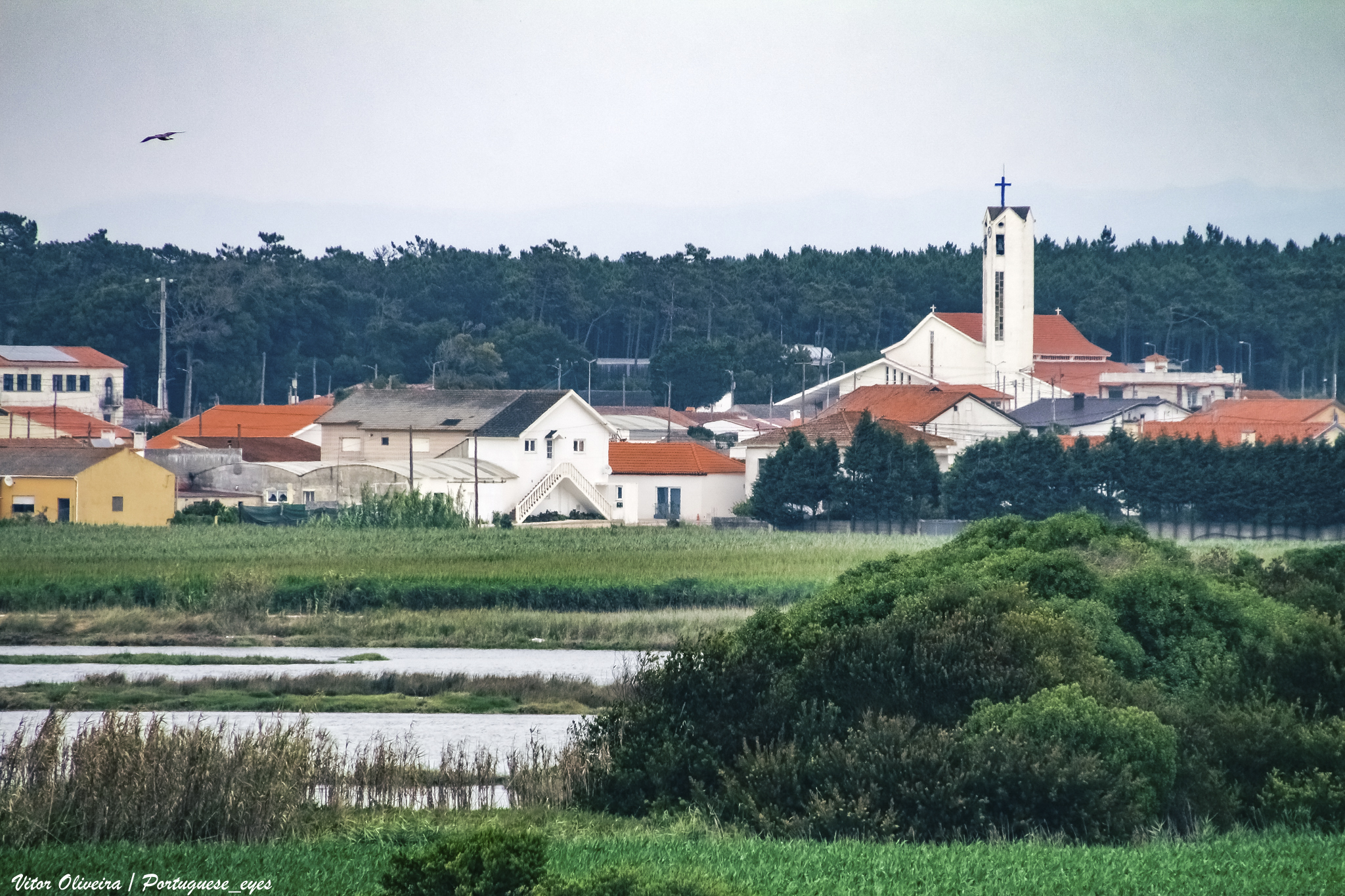
Le village de Gafanha da Boa Hora.
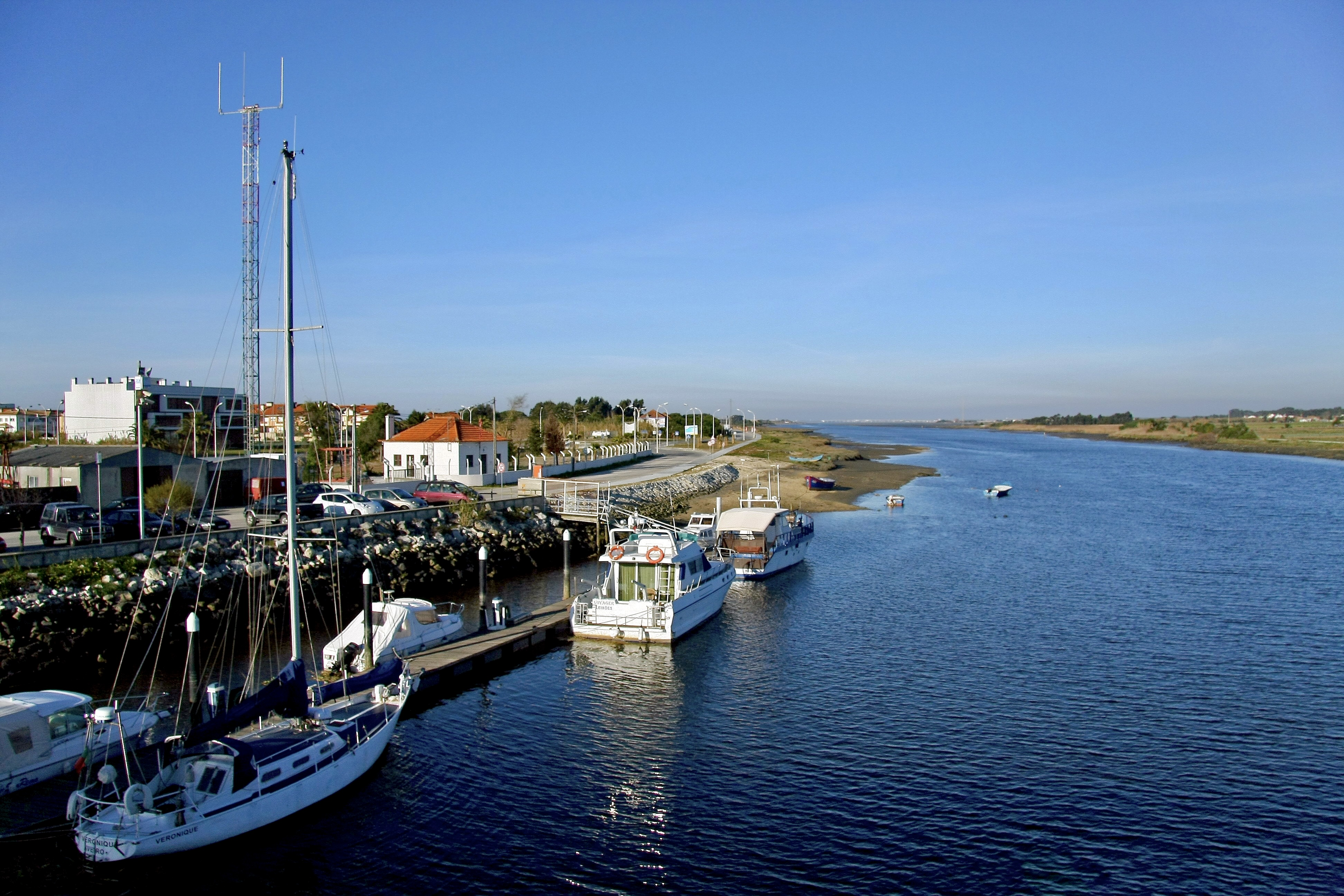
Le canal de Mira à Gafanha da Boa Hora.
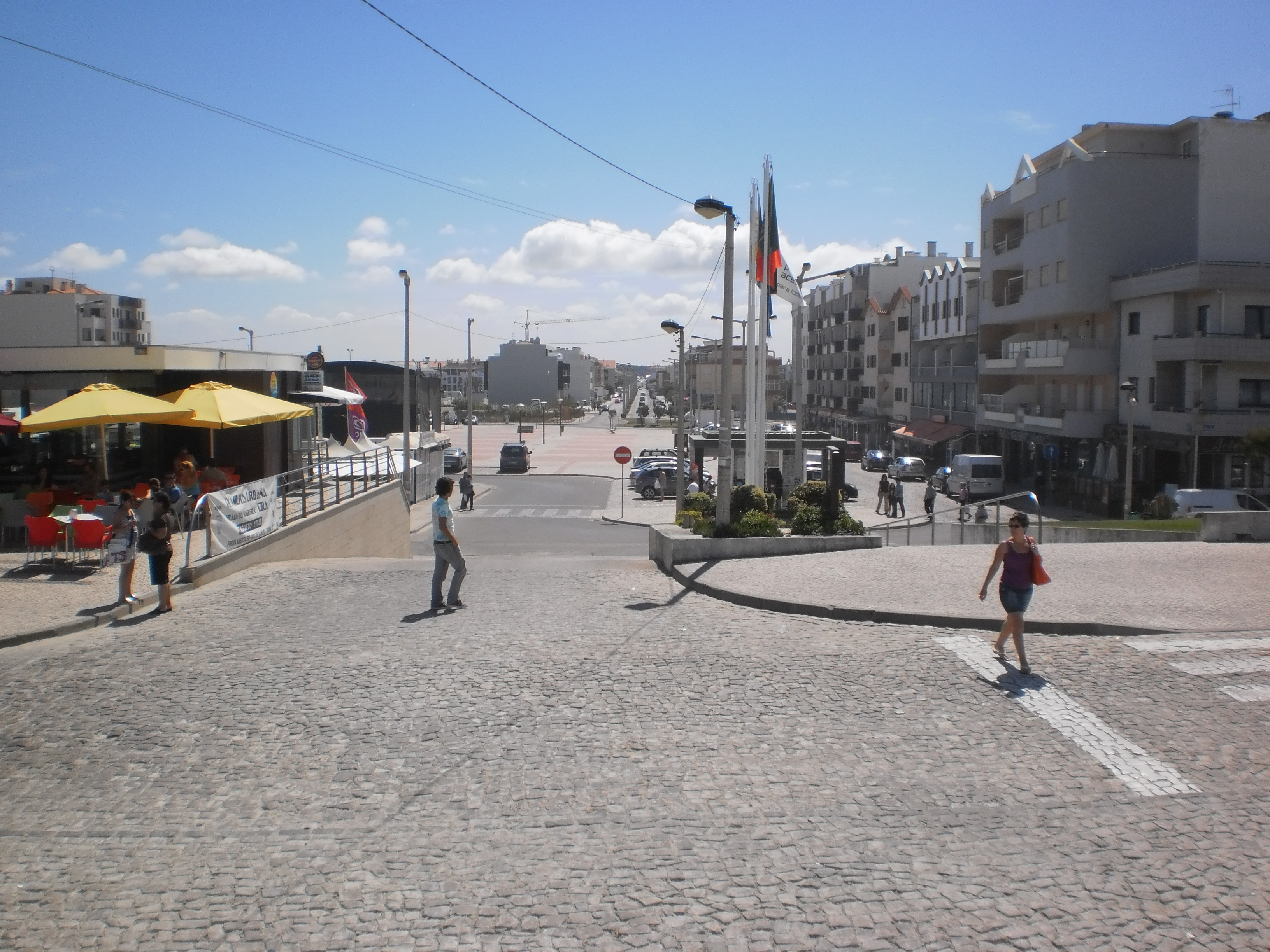
La cité balnéaire de Praia da Vagueira.

## Histoire
La paroisse est créée par le décret-loi no 47 017, détachant Gafanha da Boa Hora de la paroisse de Vagos.

## Démographie
Lors du recensement de 2021, Gafanha da Boa Hora compte 2 848 habitants.